# 일생로
일생로(Ilsaeng-ro)는 충청북도 음성군 생극면 신양사거리에서 안성시 일죽면 화봉교차로를 잇는 14.3km 도로이다.

## 주요 경유지
경기도
- 안성시 (일죽면)

충청북도
- 음성군 (금왕읍 - 생극면)

## 노선
| 이름         | 접속 노선                 | 소재지 | 소재지 | 비고 |
| ------------ | ------------------------- | ------ | ------ | ---- |
| 화봉사거리   | 지방도 제329호선 (금일로) | 안성시 | 일죽면 |      |
| 이름없음     |                           | 안성시 | 일죽면 |      |
| 호산사거리   | 지방도 제513호선 (금율로) | 음성군 | 금왕읍 |      |
| 아홉살이고개 |                           | 음성군 | 생극면 |      |
| 병암교       |                           | 음성군 | 생극면 |      |
| 신양사거리   | 음성로                    | 음성군 | 생극면 |      |